# Костылев, Александр Дмитриевич
Алекса́ндр Дми́триевич Костылев (7 сентября 1924 года, село Сагайское, Каратузский район, Красноярский край — 25 января 2005 года, Новосибирск) — советский и российский учёный, специалист в области машиноведения и создания горных и строительных машин, доктор технических наук, заслуженный изобретатель СССР (1987) и РСФСР (1966).

## Биография
Родился 7 сентября 1924 года в селе Сагайское Каратузского района Красноярского края. Окончил один курс физмата Абаканского учительского института (1943) и Новосибирский инженерно-строительный институт, факультет «Строительные машины и оборудование» (1948).
С сентября 1948 по октябрь 1949 года работал в г. Темиртау Карагандинской области в должности технического руководителя автотранспортной конторы треста Казметаллургстрой Министерства строительства предприятий тяжелой индустрии СССР.
С 1949 года — в Горно-геологическом институте Западно-Сибирского филиала АН СССР и Институте горного дела СО РАН:
- 1949—1957 младший и старший научный сотрудник лаборатории механизации горных работ
- 1957—1962 учёный секретарь института
- 1962—1988 заведующий лабораторией механизации горных работ
- 1980—1990 заместитель директора Института по научной работе
- 1990—2004 главный научный сотрудник лаборатории механизации горных работ.

Сфера научных интересов — теоретические основы динамики и прочности ударных, вибрационных машин. С 1961 г. был одним из научных руководителей работ по созданию самопередвигающихся пневматических машин ударного действия для проходки скважин в грунте — пневмопробойников («подземные ракеты»).
Автор и соавтор 11 монографий и около 300 изобретений. Заслуженный изобретатель РСФСР (1966 г.) . Заслуженный изобретатель СССР (1987, выдан диплом № 007).
Доктор технических наук (1973), профессор (1974).
Похоронен на Заельцовском кладбище Новосибирска (квартал 69)

## Награды
Награждён двумя орденами «Знак Почёта» (1967, 1976), двумя медалями, а также золотыми, серебряными медалями и Дипломом Почета (высшей наградой) ВДНХ СССР.